# Josef Šíma
Josef Šíma (Jaromer, 19 de marzo de 1891-París, 24 de julio de 1971) fue un pintor checoslovaco.

## Biografía
Comenzó sus estudios de arte en 1919, en la Escuela de Artes y Oficios de Praga. En 1920 se incorporó a la Academia de Jan Preisler mientras cursaba estudios técnicos superiores en Praga y Brno, formando parte del movimiento Devětsil.
Obtuvo trabajo como dibujante en Francia, en Hendaya, desde donde más tarde marchó a París en 1923, incorporándose al círculo artístico de la época en la capital francesa y conociendo a Amédée Ozenfant, Pierre Jeanneret y Albert Gleizes entre otros. Mantuvo contacto permanente con la vanguardia artística de Checoslovaquia, escribiendo en diversas revistas de arte, lo que permitió un intercambio de los conocimientos entre ambas culturas, checa y francesa.
Formó parte del grupo El gran Juego, formado en Reims entre 1927 y 1932. En la Segunda Guerra Mundial, ya nacionalizado francés, se unió a la resistencia, siendo nombrado Consejero Cultural de la embajada en París del Gobierno Checo en el exilio. Después del conflicto favoreció el intercambio de conocimientos entre checos y franceses, con exposiciones en ambos países de la obra de los distintos pintores del momento.
Expuso en documenta 2 en 1959. También ilustró numerosos libros, cubiertas y pinturas escénicas. Además, tuvo a su cargo el diseño de varios vitrales, como por ejemplo los de la iglesia de St Jacques en Reims.
Los cambios políticos en Checoslovaquia le llevaron a abandonar la representación en la embajada y a ser condenado por el régimen comunista, que retiró las obras de Sima de las galerías. La Revolución de Terciopelo de 1989, después de su muerte, devolvió a Sima al conocimiento de los checos.